# Jednostka regionalna Rodos
Jednostka regionalna Rodos (nwgr.: Περιφερειακή ενότητα Ρόδου) – jednostka administracyjna Grecji w regionie Wyspy Egejskie Południowe. Powołana do życia 1 stycznia 2011 w wyniku przyjęcia nowego podziału administracyjnego kraju. W 2021 roku liczyła 129 tys. mieszkańców.
W skład jednostki wchodzą gminy:
- Chalki (2),
- Mejisti (3),
- Rodos (1),
- Simi (4),
- Tilos (5).